# Juan Manuel Santos
Juan Manuel Santos Calderón (špansko: [xwan maˈnwel ˈsantos kaldeˈɾon]; kolumbijski politik, novinar, nobelovec, * 10. avgust 1951.
Dolgoletni ekonomist in novinar se je opazno dvignil kot poslovodja časopisa El Tiempo, katerega dolgoletni lastniki so bili člani njegove družine od leta 1913 do leta 2007. Kmalu po diplomi na Univerzi v Kansasu se je pridružil Nacionalnem združenju pridelovalcev kave Kolumbija kot ekonomski svetovalec. Zastopal je tudi interese pridelovalcev kave v Londonu, kjer je tudi obiskoval London School of Economics. Leta 1981 je bil imenovan za namestnika direktorja časopisa El Tiempo, postal njegov direktor dve leti pozneje. Ob tem je bil nagrajen s štipendijo Fulbright in dodatnimi akademskimi nagradami za delo novinarja in kolumnista.
Leta 1991 je vidno vstopil v državno politiko, sprva kot minister za trgovino, kasneje kot minister za finance. Santos politično zraste v letu 2005 kot soustanovitelj in voditelj Socialne stranke narodne enotnosti (Stranka U). V letu 2006 nadaljuje uspešno sodelovanje s predsednikom Uribejem, skupaj oblikujeta novo koalicijo, Santos je bil imenovan za Ministra za nacionalno obrambo. Nasprotuje različnim gverilskim skupinam, ki delujejo kot odpor v Kolumbiji. Opravi pomembne korake k pomiritvi s ponudbo demilitariziranih con, premirji in drugačnimi rešitvami. Nekatere gverilne skupine so nastale kot posledica državljanske vojne, nekatere pa delujejo kot polkriminalne skupine z dejavnostmi vezanimi na ugrabitve in proizvodnjo drog. Pomiritev je lažja, saj so skupine, ki so bile prej močno povezane s kmetijstvom in družbenimi neenakostmi, z leti postale vedno manj povezane s prebivalstvom, vedno bolj je prepoznana želja po bolj solidarni družbi brez nasilja.
7. oktobra 2016 je Santos bil razglašen za prejemnika Nobelove nagrade za mir za njegova prizadevanja pogajalske mirovne pogodbe z gverilci Svobodne orožne? armade Kolumbije in drugimi gverilskimi skupinami v državi, in to kljub neuspelem referendumu o sprejetju mirovnega sporazume z gverilci, ki so ga izvedli 2. oktobra 2016. Kolumbijska vlada in Svobodna orožna armada Kolumbije sta podpisala revidiran sporazum, kar bi pomenilo konec ali vsaj premirje. Naslednji mirovni sporazum naj bi bil predmet ratifikacije.